# 马孟容
马孟容（1892年—1932年），名毅，字孟容，以字行，男，浙江永嘉人，中国画家、书法家。

## 家庭
二弟马公愚为书化家，三弟马味仲为工程师。堂弟马骅为诗人。长子马大选。